# 中关村在线
中关村在线是一个IT综合网站，成立於1999年3月，是一家在中国大陆影响力较大的中文科技门户。
2004年，中关村在线被美国Cnet收购。2008年，被媒体集团CBS收购，并发展成为中国第一科技门户。
2015年3月18日，慧聪网发布公告称，已与中关村在线签订收购意向书，以约15亿元人民币收购其全部股权，包括中关村在线、中关村商城、万维家电网等旗下资产，其中30%以现金支付，剩余70%通过慧聪网发行等数目股份支付。